# Star Wars Episode I: Obi-Wan’s Adventures
Star Wars Episode I: Obi-Wan’s Adventures — игра для Game Boy Color в жанре приключенческого боевика, разработанная студией HotGen и выпущенная THQ в 2000 году. Её действие происходит во вселенной «Звёздных войны», а сюжет основан на фильме «Звёздные войны. Эпизод I: Скрытая угроза». В игре показана версия событий этого фильма с точки зрения персонажа Оби-Вана Кеноби.
Obi-Wan’s Adventures была выпущена по договору между THQ и LucasArts, согласно которому первые получали права на создания игр по вселенной «Звёздных войны» для Game Boy Color. Изначально она разрабатывалась как портативная версия отменённой в 2000 году игры для персональных компьютеров Star Wars: Obi-Wan.
Игра получила смешанные отзывы игровой прессы. Главной критике подверглась её визуальная составляющая и управление. Положительные отзывы получил дизайн уровней, звуковое сопровождение и детализация фоновых изображений.

## Игровой процесс

Оби-Ван (в верхнем левом углу) отражает вражеский лазер световым мечом

Star Wars Episode I: Obi-Wan’s Adventures представляет собой приключенческий боевик с изометрической перспективой и секциями в виде сайд-скроллера и элементами платформера. Действие происходит во вселенной «Звёздных войн», а игрок управляет молодым джедаем Оби-Ваном Кеноби.
Игра состоит из девяти уровней, каждый из которых начинается с текстового описания игрового сюжета, сопровождающегося кадрами из оригинального кинофильма. Игровой процесс включает как элементы экшена, так и элементы исследования уровней и решения головоломок. Оби-Вана атакуют дройды Торговой федерации, охотники за головами и другие противники. Некоторых врагов невозможно уничтожить напрямую, и приходится прибегать к отражению их же собственных выстрелов с помощью светового меча. На уровнях находятся ловушки, которые необходимо избегать путём уклонения или перепрыгивая их. В игре представлены различные головоломки, которые требуют выполнить определённые действия, такие как нажатие выключателей в определённой последовательности или уничтожение определённых объектов на уровне.
Из оружия Оби-Вану доступны бластер и световой меч. Помимо них главный герой способен пользоваться силой, как в качестве оружия, так и в качестве средства решения задач встречающихся на уровнях, двигая с помощью неё предметы. Сила в игре расходуется и её необходимо пополнять с помощью разбросанных по уровням «гранулам силы». Помимо гранул силы, игрок может найти амуницую для бластера и дополнительную жизнь. В зависимости от условий уровня, от игрока требуется либо найти выход, либо выполнить некое задание.

## Сюжет

В сюжетных вставках используются кадры из фильма

Сюжет Obi-Wan’s Adventures основан на сюжете фильма «Звёздные войны. Эпизод I: Скрытая угроза». Игра начинается с блокады Торговой Федерацией планеты Набу. Двое рыцарей-джедаев — главный герой Оби-Ван и его учитель Квай-Гон Джинн прибывают на космический корабль Федерации в качестве переговорщиков, но узнают, что Федерация не заинтересована в переговорах и находится в сговоре с ситхами, врагами джедаев. Оби-Вана и Квай-Гона атакуют боевые дройды, но героям удаётся сбежать на Набу. Их целью становится достижение Тида, столицы планеты, чтобы предупредить её жителей о готовящимся вторжении.
На пути к Тиду джедаям приходится преодолеть болота Набу и на подводном транспорте проплыть через ядро планеты. После посещения столицы герои отправляются на планету Корусант, чтобы поговорить с советом джедаев, где на них снова нападают дройды Федерации. Магистр Йода даёт задание Оби-Вану и Квай-Гону вернуться на Набу и помочь королеве Набу Амидале и её людям победить Федерацию. Вернувшись на планету они проникают в город через древние катакомбы, где их обнаруживают и атакуют дройды.
Герои узнают, что Амидала была похищена и скоро подпишет мирный договор, согласно которому планета перейдёт под управление Федерации. Джедаи освобождают захваченных горожан, проникают во дворец и спасают королеву. На последнем уровне Оби-Ван сражается с ситхом Дартом Молом и побеждает его.

## Разработка и выпуск
В 2000 THQ заключили с LucasArts договор, согласно которому первые могли использовать интеллектуальную собственность вторых для создания игр под платформу Game Boy Color. Первой игрой выпущенной согласно этой договорённости стала Star Wars: Yoda Stories за которой последовала вторая — Star Wars Episode I: Obi-Wan’s Adventures. Разработка начиналась как порт запланированной на тот момент версии игры Star Wars: Obi-Wan для персональных компьютеров, которая так и не была выпущена. Публичный анонс Obi-Wan’s Adventures состоялся 13 сентября 2000 года.
Для разработки Obi-Wan’s Adventures THQ наняли независимую компанию разработчика HotGen. Вице-президент THQ Майкл Рубинелии охарактеризовал игру как «наиболее аутентичное приключение по „Звёздным Войнам“ на системе Game Boy Color». Руководитель разработки игры Марк Фишер прокомментировал выход игры так: «THQ удерживает прочные позиции на рынке игр для Game Boy Color и мы очень рады сотрудничать с ними в работе над Star Wars: Obi-Wan’s Adventures. Миллионы поклонников Звёздных войн получат возможность встретиться с их любимыми персонажами в новейшем причключении по Звёздным Войнам уже на этимх зимних праздниках». В США игра вышла 27 ноября 2000, а в Европе 8 декабря 2000. Организация ESRB выдала Obi-Wan’s Adventures рейтинг «для всех» (англ. Everyone), означающий, что игра подходит для возрастной категории от 6 лет.

## Отзывы
| Сводный рейтинг           | Сводный рейтинг |
| Агрегатор                 | Оценка          |
| ------------------------- | --------------- |
| GameRankings              | 62,33 %         |
| Иноязычные издания        |                 |
| Издание                   | Оценка          |
| IGN                       | 5/10            |
| The Sydney Morning Herald | [ 5 ]           |
| Game Vortex               | 60 %            |

Марк Никс с IGN дал игре сдержанный отзыв и написал, что «мутная визуальная составляющая и инертное управление разрушают любую надежду на величие этой игры». Тем не менее, он похвалил звуковое сопровождение, заявив что звуки в игре превосходят ожидания от игры для Game Boy Color. Также он похвалил детализацию фоновых изображений и неинтерактивных элементов. Обозреватель сайта Game Vortex Мэтт Пэддокс назвал игру «средней», но при этом порекомендовал её всем фанам «Звёздных Войн». Он положительно отозвался о звуке и музыкальном сопровождении, а главными проблемами игры назвал управление и недостаток глубины.
Саманта Крэггс с сайта The Electric Playground из положительных моментов назвала разнообразные и интересные уровни, обдуманное оружие и простой геймплей. Из негативного она отметила короткую продолжительность игры и что из-за угла обзора на некоторых уровнях сложно целиться.
Газета The Sydney Morning Herald тоже раскритиковала графику. По мнению обозревателя издания Кевина Чонга, на маленьком экране сложно разглядеть персонажей, а для того чтобы разглядеть лазеры отражающиеся от светового меча необходимо «здоровое воображение». Помимо этого он отметил, что отдельные затруднения вызывает поиск выхода с уровня. Тим Уапшотт из The Times написал, что графике не хватает цвета, а музыка однообразная и скучная. 1UP.com в обзорной статье по играм о Звёздных Войнах назвал игру провалом и отметил, что большую часть времени игрок не видит что делает.